# ويليام واتسون (عسكري)
ويليام واتسون (بالإنجليزية: William Watson)‏ هو عسكري أمريكي، ولد في 1826، وتوفي في 1906.